# Luise Fröbel
Luise Fröbel (* 15. April 1815 in Osterode am Harz; † 4. Januar 1900 in Hamburg) war eine deutsche Kindergärtnerin und zweite Frau von Friedrich Fröbel.

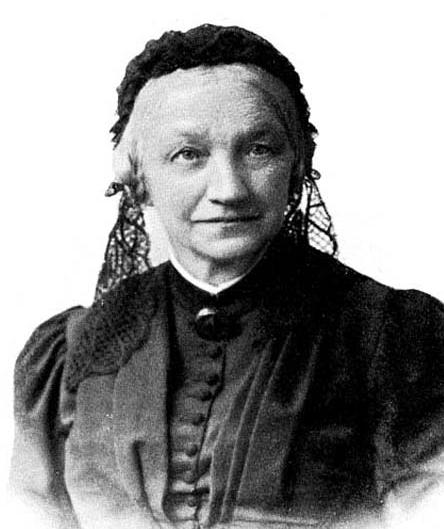
Luise Fröbel

## Leben und Wirken
Wilhelmine Friederike Luise war das jüngste von sechs Kindern des Lederfabrikanten Johann Friedrich Levin und dessen Ehefrau Johanne Dorothee Marie Levin, geb. Levin. Sie besuchte eine Privatschule und unterstützte nach Abschluss dieser die Mutter in der Haushaltsführung. Einige Jahre führte sie auch den Haushalt von zwei ihrer Brüder. 1845 ging Louise Levin zu Friedrich Fröbel nach Keilhau, um sich an dessen Allgemeinen deutschen Erziehungsanstalt zur Kindergärtnerin auszubilden. Danach war sie als Privaterzieherin im Hause der adeligen Familie von Cossel in Rendsburg tätig, ging jedoch bald zu Friedrich Fröbel nach Liebenstein, der im nahe gelegenen Marienthaler Schlösschen eine Erziehungs- und Bildungsanstalt eröffnet hatte. Der Pädagoge stellte Louise Levin als Vorsteherin seiner Institution an.
Am 9. Juni 1851 heirateten Luise Levin und Friedrich Fröbel. Bereits im Jahr darauf starb der Pädagoge. Die Witwe übersiedelte 1854 nach Hamburg. Dort gründete sie 1860 den ersten Privatkindergarten Hamburgs, unterrichtete junge Mädchen und Frauen in der Pädagogik Friedrich Fröbels, kümmerte sich um den Nachlass ihres Mannes sowie die Veröffentlichung seiner Briefe. Durch ihren reichen Briefwechsel, der sich bis in die USA und nach Russland erstreckte, wirkte sie auch international für die Kindergartenbestrebungen. Im Dezember 1884 regte sie die Gründung des ersten Kindergartens für die „Kinder der Armen und Ärmsten“ in Hamburg St. Georg an. 1891 wurde sie zum Ehrenmitglied des Deutschen Fröbel-Verbandes ernannt.
Sie starb am 4. Januar 1900 im Privatsanatorium Eichelhain in Hamburg-Eimsbüttel. Beerdigt wurde Luise Fröbel sechs Tage später an der Seite ihres Mannes auf dem Bergfriedhof von Schweina. Eine kleine Gedenktafel am Fuße des Grabsockels erinnert an die Pädagogin. In der Fachliteratur hat sich, den Vornamen betreffend, statt Luise fälschlicherweise Louise eingebürgert.